# Rundvåg Bay
Rundvåg Bay är en vik i Antarktis. Den ligger i Östantarktis. Norge gör anspråk på området.